# Różanów (województwo mazowieckie)
Różanów – wieś w Polsce położona w województwie mazowieckim, w powiecie żyrardowskim, w gminie Wiskitki. Ma status sołectwa.
W latach 1975–1998 miejscowość administracyjnie należała do województwa skierniewickiego.
Przez miejscowość przepływa niewielka rzeka Sucha, dopływ Bzury.